# Cantón de Saint-Amant-Roche-Savine
El cantón de Saint-Amant-Roche-Savine era una división administrativa francesa, que estaba situada en el departamento de Puy-de-Dôme y la región de Auvernia.

## Composición
El cantón estaba formado por cinco comunas:
- Bertignat
- Grandval
- Le Monestier
- Saint-Amant-Roche-Savine
- Saint-Éloy-la-Glacière

## Supresión del cantón de Saint-Amant-Roche-Savine
En aplicación del Decreto n.º 2014-210 de 21 de febrero de 2014, el cantón de Saint-Amant-Roche-Savine fue suprimido el 22 de marzo de 2015 y sus 5 comunas pasaron a formar parte del nuevo cantón de los Montes de Livradois.